# Hôpital de Maria
L'hôpital de Maria (en finnois : Marian sairaala) - appelé depuis 2016 Maria 0-1 - est un ancien hôpital du quartier de Kamppi à Helsinki en Finlande transformé en pépinière d'entreprises. 

## Hôpital
L'hôpital est nommé en l'honneur de Maria Fjodorovna l'épouse du tsar de Russie Alexandre III.
À sa création, il sert d'hôpital militaire russe.
Fin 2007, d'hôpital régional de l'Uusimaa, il devient l'un des sites de l'hôpital d'Helsinki, puis il ferme en 2014.
De 1909 à 1928, la partie de la rue Mechelininkatu située entre la rue Hietaniemenkatu et la rue Itämerenkatu est appelée Kirkkomaankatu, puis en 1928, elle est renommée Kalmistokatu.
L’entrée de l’hôpital de Maria est alors située à l’adresse 16, rue Lapinlahdenkatu. 
La construction de la polyclinique de l’hôpital est terminée en 1954. 
Pendant sa construction on s’aperçoit que « rue Kalmistokatu » (littéralement, en français : Rue du cimetière) n’est pas un nom de rue adéquat pour accueillir un hôpital : ainsi, en 1953, elle est rebaptisée « rue Mechelininkatu ».
L’hôpital de Maria est alors à l’adresse 1, rue Mechelininkatu.

## Pépinière d'entreprises
En 2016, les bâtiments de l'hopital sont rénovés et deviennent la pépinière d'entreprises Maria 01.